# 송힌현
송힌현(베트남어: Huyện Sông Hinh / 縣瀧馨)은 베트남 남중부 지방 푸옌성의 현이다.

## 행정 구역
송힌현은 1시진 10사를 관할하고 있다.

### 시진
- 하이찌엥 시진 (Thị trấn Hai Riêng, 海英市鎭)

### 사
- 득빈동 사 (Xã Đức Bình Đông, 德平東社)
- 득빈떠이 사 (Xã Đức Bình Tây, 德平西社)
- 에아바 사 (Xã Ea Bá)
- 에아바르 사 (Xã Ea Bar)
- 에아비아 사 (Xã Ea Bia)
- 에아럼 사 (Xã Ea Lâm)
- 에아리 사 (Xã Ea Ly)
- 에아쫄 사 (Xã Ea Trol)
- 선장 사 (Xã Sơn Giang, 山江社)
- 선힌 사 (Xã Sông Hinh, 馨江社)